# Monte Cimone di Tonezza
De Monte Cimone di Tonezza is een berg gelegen in de Alpen in de Italiaanse regio Veneto. De berg heeft een hoogte van 2581 meter. 